# Abermain
Abermain ist ein ländlicher Ort in New South Wales, Australien. Der Ort im Hunter Valley gehört zur Local Government Area Cessnock City.

## Geographie
Der Ort liegt rund fünf Kilometer östlich von Cessnock und etwa dreißig Kilometer nordwestlich von Newcastle.

## Demographie
Mit Stand von 2021 hatte Abermain 2544 Einwohner, von denen 2426 die australische Staatsangehörigkeit besitzen. 270 Personen im Ort waren Aborigines (10,61 %), womit deren Zahl über dem Landesschnitt von 2,92 % lag. Weitere fünf Einwohner waren Torres-Strait-Insulaner.
Insgesamt 28 Menschen aus Abermain wurden in England geboren. Weitere Einwohner, die im Ausland geboren wurden, kamen aus Neuseeland (17), Schottland (12) und Südafrika (8).
Das Medianalter lag bei 37 Jahren. Das mittlere Einkommen pro Person betrug 667 Australische Dollar, das mittlere Haushaltseinkommen lag bei 1449 AUD, womit es zu den niedrigeren Haushaltseinkommen im landesweiten Vergleich (1746 AUD) zählt.

## Öffentliche Einrichtungen
In Abermain gibt es insgesamt vier Schulen, darunter die Abermain Public School. Weiterhin gibt es acht Parks sowie zwei öffentliche Sportstätten. Der Ort beherbergt eine Filiale der Australia Post. Im Rahmen der öffentlichen Ordnung gibt es eine Feuerwehr.